# Mogens Lüchow
Mogens Lüchow  (* 13. května 1918 – 20. března 1989 Kodaň, Dánsko) byl dánský sportovní šermíř, který se specializoval na šerm kordem. Dánsko reprezentoval na přelomu čtyřicátých a padesátých let. Na olympijských hrách startoval v roce 1948 a 1952 v soutěži jednotlivců a v soutěži družstev. V roce 1950 se stal mistrem světa v soutěži jednotlivců v šermu kordem.